# Abril Sangrento

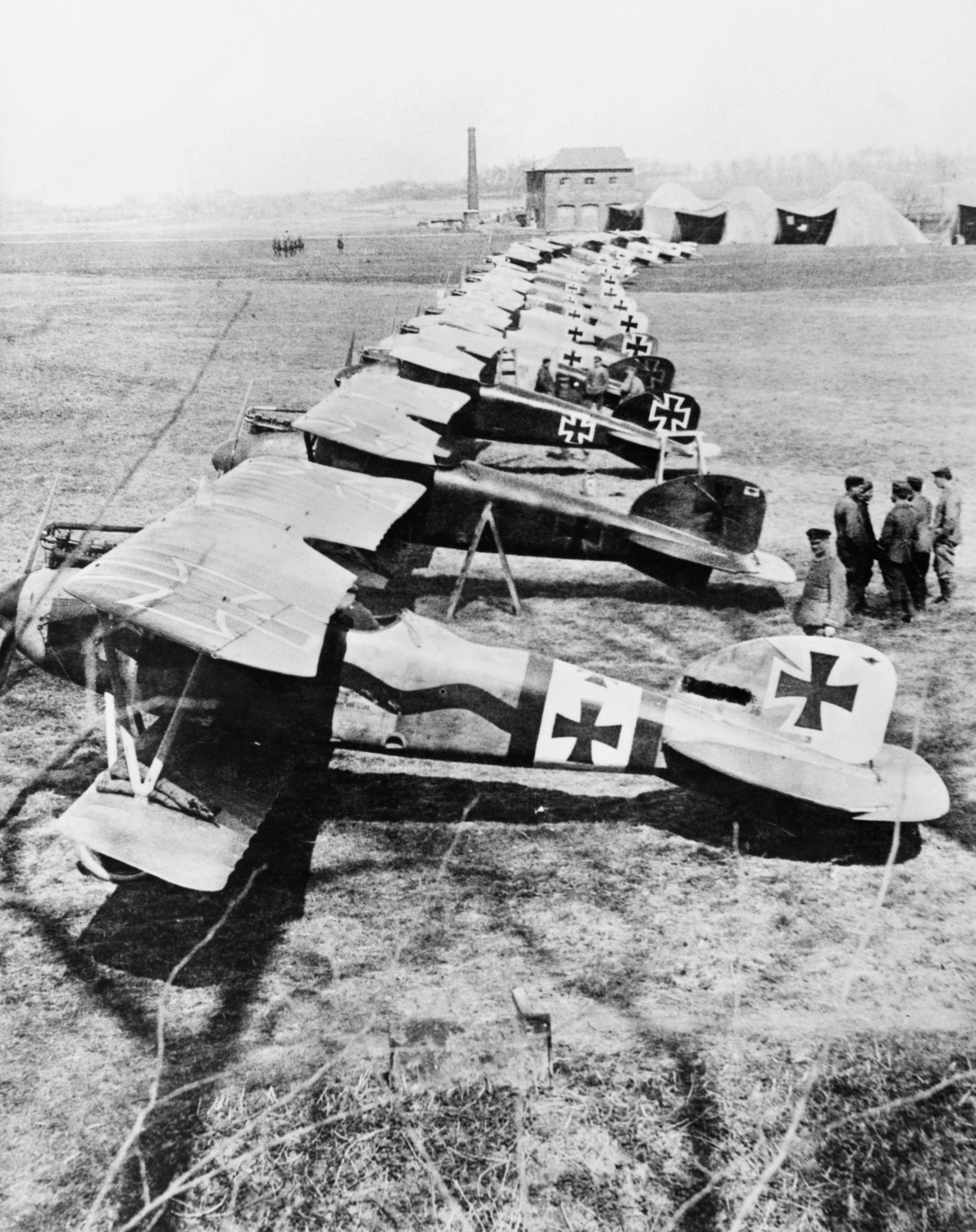
Uma linha de caças Albatros D.III da Jasta 11. O segundo da fila, está pintado de vermelho, sendo um dos vários pilotados por Manfred von Richthofen, o ás de maior sucesso naquele mês de Abril, e de toda a Guerra

O termo Abril Sangrento refere-se ao mês de Abril de 1917, e foi atribuído em razão das operações de suporte aéreo britânicas durante a Batalha de Arras, que apesar de bem sucedidas no seu objetivo primário de dar apoio à ofensiva terrestre, custaram pesadas perdas ao Royal Flying Corps (RFC) em relação aos seus oponentes alemães da Luftstreitkräfte.

## Perdas
| Royal Flying Corps                 | Luftstreitkräfte |
| ---------------------------------- | ---------------- |
| 275 aviões 400 homens (207 mortos) | 66 aviões        |

## Histórico
As diferenças táticas, tecnológicas e principalmente de treinamento entre os dois lados com ampla vantagem dos alemães, levaram os britânicos a sofrerem perdas na ordem de quatro vezes mais que seus oponentes. As perdas foram tão desastrosas que abalaram a moral de todas as esquadrilhas. Apesar disso, o RFC contribuiu para o sucesso, limitado como se provou mais tarde, do Exército britânico durante as cinco semanas de campanha.
Paradoxalmente, a grande vantagem dos alemães durante o Abril Sangrento, foi parcialmente resultado da sua inferioridade numérica. As forças aéreas germânicas em geral restringiam suas operações ao território "amigo", com isso reduzindo a possibilidade de perdas definitivas de pilotos e aumentando a quantidade de tempo que eles podiam permanecer voando. Mais do que isso, eles podiam escolher quando e como entrar em um combate aéreo.